# Provinciale weg 501
De provinciale weg 501, ook wel N501, is een provinciale weg in de provincie Noord-Holland, welke volledig over het Waddeneiland Texel loopt. Het is ook de enige provinciale weg op een Nederlandse Waddeneiland.
De weg loopt vanaf de TESO-veerhaven bij 't Horntje tot en met Den Burg. Door de ligging van de veerhaven aan het begin van deze weg is de weg de belangrijkste verkeersader van het eiland. De weg kan gezien worden als het vervolg van de N250, de provinciale weg richting de veerhaven in Den Helder. 
De weg is uitgevoerd als tweestrooks-gebiedsontsluitingsweg met een maximumsnelheid van 80 km/h tussen de veerhaven en de Emmalaan en 60 km/h tot aan de Akenbuurt.
De N501 heeft over de gehele lengte de straatnaam Pontweg. Uniek aan de Pontweg die loopt vanaf de veerhaven tot aan De Koog is dat elke kruispunt een nummer heeft. Vanaf de veerhaven tot aan De Koog hebben 17 kruispunten een nummer.
N23 · N194 · N196 · N197 · N198 · N199 · N200 · N201 · N202 · N203 · N204 · N205 · N206 · N207 · N208 · N209 · N210 · N211 · N212 · N213 · N214 · N215 · N216 · N217 · N218 · N219 · N220 · N221 · N222 · N223 · N224 · N225 · N226 · N227 · N228 · N229 · N230 · N231 · N232 · N233 · N234 · N235 · N236 · N237 · N238 · N239 · N240 · N241 · N242 · N243 · N244 · N245 · N246 · N247 · N248 · N249 · N250 · N307

N401 · N402 · N403 · N404 · N405 · N406 · N407 · N408 · N409 · N410 · N411 · N412 · N413 · N414 · N415 · N416 · N417 · N418 · N419 · N420 · N421 · N439 · N440 · N441 · N442 · N443 · N444 · N445 · N446 · N447 · N448 · N449 · N450 · N451 · N452 · N453 · N454 · N455 · N456 · N457 · N458 · N459 · N460 · N461 · N462 · N463 · N464 · N465 · N466 · N467 · N468 · N469 · N470 · N471 · N472 · N473 · N474 · N475 · N476 · N477 · N478 · N479 · N480 · N481 · N482 · N483 · N484 · N487 · N488 · N489 · N490 · N491 · N492 · N493 · N494 · N495 · N496 · N497 · N498 · N501 · N502 · N503 · N504 · N505 · N505 (Andijk) · N506 · N507 · N508 · N509 · N510 · N511 · N512 · N513 · N514 · N515 · N516 · N517 · N518 · N519 · N520 · N521 · N522 · N523 · N524 · N525 · N526 · N527 · N806 · N830 · N848

Cursief vermelde wegen zijn voormalige Provinciale wegen